# Birgi (Ödemiş)
Birgi est une ville du district d'Ödemiş dans la province d'İzmir en Turquie.

## Toponymie
Dans l'Antiquité, la ville était connue sous le nom de Dios Hieron (en grec : Διός Ἱερόν, "Sanctuaire de Zeus").
Elle était appelée Pyrgion (en grec : Πυργιον) à l'époque médiévale. Son nom actuel est la déformation de son nom antique.

## Monuments
Cette petite ville a été construite au XIVe siècle par Mehmed Bey, fondateur de l'émirat d'Aydın qui en a fait sa capitale en 1308. La plupart des maisons datent cependant des XVIIIe et XIXe siècles.
Grande mosquée
La Grande mosquée Ulu camii) est un exemple de mosquée en bois de l’art seldjoukide. Elle a été construite en 1313 par Mehmed Bey. Après sa mort en 1335, sa tombe fut édifiée dans la cour.
Résidence Çakiraga
La résidence Çakiraga (Çakırağa Konak) est une grande maison construite au XIXe siècle par la riche famille Çakiraga. Elle a trois étages sur un plan en U.
Tombe de Birgivi Mehmet Efendi (1521-1573)
Madrasa Birgivi Mehmet Efendi (XVIe siècle)
Mosquée Karaoğlan (1762)
La ville est inscrite sur la liste indicative, annexe de la liste du patrimoine mondial en Turquie.